# Ramphocinclus
Genre
Ramphocinclus est un genre monotypique de passereaux de la famille des Mimidae. Il se trouve à l'état naturel dans les Antilles.

## Liste des espèces
Selon la classification de référence du Congrès ornithologique international (version 8.1, 2018) :
- Ramphocinclus brachyurus (Vieillot, 1818) — Moqueur gorge-blanche, Moqueur à gorge blanche, Gorge-blanche
  - Ramphocinclus brachyurus brachyurus (Vieillot, 1818)
  - Ramphocinclus brachyurus sanctaeluciae Cory, 1887